# Argyranthemum frutescens
Argyranthemum frutescens é uma espécie pertencente ao género Argyranthemum, pertencente à família Asteraceae. É original das Ilhas Canárias.